# Okmiany
Okmiany (en allemand : Kaiserswaldau) est un village polonais de la gmina de Chojnów, située dans le powiat de Legnica en voïvodie de Basse-Silésie.

## Géographie
La localité est située dans la région historique de Basse-Silésie. Il se trouve à environ 11 kilomètres à l'ouest de Chojnów, 27 kilomètres à l'ouest de Legnica, et 89 kilomètres à l'ouest de Wrocław.
L'autoroute A4 passe au nord du village.

## Histoire
Ce village-rue est mentionné pour la première fois in 1305. Appartenant au duché de Liegnitz, un fief de la couronne de Bohême dès 1329, les domaines sont annexés par le royaume de Prusse au cours de la première guerre de Silésie en 1742. Ils furent incorporés dans le district de Liegnitz au sein de la province de Silésie après le congrès de Vienne en 1815.
Jusqu'à la fin de la Seconde Guerre mondiale, ce village était sur le territoire du Reich allemand. En 1945, par l'accord de la conférence de Potsdam, il est subordonné à la république de Pologne et la population allemande fut expulsée (voir évolution territoriale de la Pologne).
De 1975 à 1998, le village appartenait administrativement à la voïvodie de Legnica.